# Pycnoclavella arenosa
Pycnoclavella arenosa är en sjöpungsart som först beskrevs av Kott 1972.  Pycnoclavella arenosa ingår i släktet Pycnoclavella och familjen Pycnoclavellidae. Inga underarter finns listade i Catalogue of Life.